# Sosny w słońcu
Sosny w słońcu (ros. Сосны, освещенные солнцем) – obraz olejny Iwana Szyszkina, namalowany w 1886. Jedno z wielu w twórczości artysty studiów sosny i lasu.

## Opis
Pejzaże leśne były ulubionym tematem malarstwa Iwana Szyszkina, od młodości zafascynowanego rosyjską przyrodą. Sosny w słońcu, opatrzone podtytułem „studium” jest kolejną w jego twórczości realizacją tematu lasu sosnowego w świetle słonecznym.
Na obrazie przedstawiony został zagajnik sosnowy. Na pierwszym planie artysta umieścił dwa drzewa oświetlone przez silne słońce. Sosny zostały namalowane z ogromną dbałością o detal, malarz w realistyczny sposób oddał wygląd i fakturę kory i igieł. W grupie drzew na dalszym planie wyróżnia się mała sosna umieszczona po prawej stronie kompozycji. Pozostałe drzewa w zagajniku, tworzące tło obrazu, stoją w zwartej grupie. Najważniejszym elementem obrazu jest oddanie gry światła i cienia na drzewach, na polanie między nimi oraz w ściółce leśnej na pierwszym planie.